# Markthal van Turku
De Markthal van Turku (Fins:Turun Kauppahalli/Zweeds:Åbo Saluhall) is een markthal in de Finse stad Turku. Het ligt aan de Oostzee ten zuiden van de markt van Helsinki. De markthal werd in 1896 door architect Carl Gustaf Nyström gebouwd en is daarmee de een na oudste markthal van Finland. Het ontwerp was gebaseerd op die van de oude markthal van Helsinki die ook was ontworpen door Nyström. In 1976 vond er een grootschalige renovatie van de markthal plaats. 